# 체비쇼프 함수
해석적 수론에서 체비쇼프 함수(영어: Chebyshev function)는 소수의 분포에 대한, 서로 연관된 두 함수를 일컫는다. 러시아의 수학자 파프누티 체비쇼프의 이름을 딴 것이다.

## 정의
제1종 체비쇼프 함수 {\displaystyle \vartheta (x)}는 다음과 같이 정의된다.
{\displaystyle \vartheta (x)=\sum _{p\leq x}\log p}
위 표기는 {\displaystyle x} 이하의 모든 소수 {\displaystyle p}에 대한 항을 모두 합한다는 뜻이다.
제2종 체비쇼프 함수 {\displaystyle \psi (x)}는 비슷하게 다음과 같이 정의된다.
{\displaystyle \psi (x)=\sum _{n\leq x}\Lambda (n)=\sum _{p^{k}\leq x}\log p=\sum _{p\leq x}\lfloor \log _{p}x\rfloor \log p,}
여기서 {\displaystyle \Lambda (n)}은 폰 망골트 함수이다.

## 계산법과 두 체비쇼프 함수의 관계
첫 번째 체비쇼프 함수는 주어진 값 이하의 모든 소수에 대해 {\displaystyle \log p}의 값을 모두 더하는 함수이고, 두 번째 체비쇼프 함수는 주어진 값 이하의 모든 소수의 거듭제곱수들에 대해 {\displaystyle \log p}의 값을 모두 더하는 함수이다. 따라서 항상 다음 부등식이 성립한다.
{\displaystyle \vartheta (x)\leq \psi (x)}
이해를 돕기 위해 약간 계산을 해 보면 다음과 같다.
{\displaystyle \vartheta (12.4)=\sum _{p\leq 12.4}\log p=\log 2+\log 3+\log 5+\log 7+\log 11}
{\displaystyle \psi (12.4)=\sum _{p^{k}\leq 12.4}\log p=\log 2+\log 3+\log 2+\log 5+\log 7+\log 2+\log 3+\log 11}
또한 다음이 성립함을 쉽게 이해할 수 있다.
{\displaystyle \psi (x)=\sum _{n=1}^{\infty }\vartheta \left(x^{1/n}\right).}
위의 합에서 {\displaystyle n}이 어느 한도를 넘으면 모든 항이 사라지므로, 실제로는 유한합이 된다. 즉,
{\displaystyle \vartheta \left(x^{1/n}\right)=0{\text{ for }}n>\log _{2}x\,.}

## 점근적 성질
다음 세 극한은 동치이다.
{\displaystyle \lim _{x\to \infty }{\frac {\pi (x)\log x}{x}}=1}
{\displaystyle \lim _{x\to \infty }{\frac {\vartheta (x)}{x}}=1}
{\displaystyle \lim _{x\to \infty }{\frac {\psi (x)}{x}}=1}
여기서 {\displaystyle \pi (x)}는 소수 계량 함수를 의미한다. 마지막 식은 점근 표기법을 써서 다음과 같이 표현할 수 있다.
{\displaystyle \psi (x)\sim x}
첫 번째 극한은 소수 정리이다. 소수 정리는 위 극한들이 동치라는 성질을 이용하여, 세 번째 극한을 증명함으로써 증명할 수 있다.

## 미분 가능화
미분 가능화한 함수(smoothing function)는 다음과 같이 정의된다.
{\displaystyle \psi _{1}(x)=\int _{0}^{x}\psi (t)\,dt.}
점근 표기법을 이용하여 다음과 같이 점근적 성질을 표현할 수 있다.
{\displaystyle \psi _{1}(x)\sim {\frac {x^{2}}{2}}.}
위 사실은 실제로 {\displaystyle \psi (x)\sim x}와 동치임을 증명할 수 있고 따라서 이 미분가능화한 함수의 점근적 성질을 증명하여 소수 정리의 해석적 증명을 할 수도 있다.

## 참고 문헌
1. ↑  Apostol, Tom (1998). 《Introduction to Analytic Number Theory》. Springer. ISBN 978-0-387-90163-3.